# 2-Imidazolidinon
2-Imidazolidinon (Trivialname: Ethylenharnstoff) ist eine chemische Verbindung und eines der zwei möglichen Imidazolidinone.

## Gewinnung und Darstellung
Die früheste Synthese von 2-Imidazolidinon wurde 1886 von Emil Fischer und H. Koch publiziert. Die Autoren berichten von der Reaktion von Ethylendiamin mit Ethylencarbonat. Bei dieser Reaktion wechselt die Carbonylgruppe aus dem Ethylencarbonat zum Diamin und es bleibt eine stöchiometrische Menge Ethylenglycol zurück. Damit die Reaktion abläuft muss ein lösungsmittelfreies Gemisch der beiden Edukte auf 180 °C erhitzt werden.
Im Jahr 1901 beschrieben Julius Tafel und Ludwig Reindl die elektrochemische Reduktion von Parabansäure, bei der 2-Imidazolidinon  als Nebenprodukt entstand. Es ist schwer aus dem Produktgemisch zu isolieren. Es entsteht stattdessen hauptsächlich Hydantoin.
Theodor Curtius und Wilhelm Hechtenberg gewannen 1922 das 2-Imidazolidinon aus Ethylendiisocyanat durch Reaktion mit Wasser unter Eliminierung von Kohlenstoffdioxid über eine Cyclokondensation.
1946 setzten Duschinsky und Dolan 2-Hydroxyimidazol durch Reduktion mit Wasserstoff am Platin(II)-oxid zum Produkt um.
Durch Umkristallisation aus Chloroform lässt sich 2-Imidazolidinon aufreinigen.

## Eigenschaften
2-Imidazolidon ist ein brennbarer, schwer entzündbarer, farbloser bis gelblicher Feststoff mit schwachem Geruch, der leicht löslich in Wasser ist. Seine wässrige Lösung reagiert alkalisch. Er kristallisiert in farblosen Prismen.